# 24-я Сербская дивизия
24-я Сербская дивизия НОАЮ (сербохорв. Двадесет четврта српска дивизија НОВЈ / Dvadeset četvrta srpska divizija NOVJ) — воинское формирование Народно-освободительной армии Югославии, участвовавшее в Народно-освободительной войне Югославии.

## Структура
Образована 10 июня 1944 года у реки Ябланица в исторической области Пуста-Река. В её состав вошли 11-я и 17-я сербские бригады НОАЮ, а затем присоединились 13-я и 15-я сербские бригады (15-я вышла из состава в ноябре). Изначально дивизия носила 4-й порядковый номер. На момент образования насчитывала 2 тысячи человек (на 28 февраля 1945 года личный состав дивизии насчитывал 9185 человек). Подчинялась Главному штабу НОАЮ в Сербии, а позднее 13-му сербскому корпусу.

## Боевой путь
Летом 1944 года 24-я дивизия вела бои против 27-й болгарской дивизии на равнине Радан, у Петровца и Расовице, разгромив болгарский полк в июне. В конце июня — начале июля ввязалась в бои против отрядов Южноморавской и Расинско-Топлицкой групп корпусов Югославских войск на родине. В ходе Топлицко-Ябланицкой операции в июле совместно с 21-й Сербской дивизей приняла основную тяжесть борьбы против 4-й группой ударных корпусов четников, отрядами Сербской государственной стражи и отрядами 27-й болгарской дивизии. В селе Прекопчелици дивизией был разоружён 125-й болгарский полк.
После завершения этой операции 24-я дивизия действовала в окрестностях Лебана на дорогах из Лесковаца во Вране и Лебане, до начала сентября вела бои против немецкой группы армий «E», особенно в Грделицком ущелье. 30 августа и в ночь с 19 на 20 сентября дивизии приходилось отражать атаки группы армий «E», стремившейся в город. Во время Нишской операции дивизия подходила к городу с западной стороны, с 47-й Сербской дивизией на линии Долевац — Мрамор и при поддержке артиллерии болгарской танковой бригады она вела 12 октября бои против основных частей 7-й дивизии СС «Принц Ойген». 14 октября 1944 года уже при помощи частей РККА югославы разбили войска 7-й дивизии СС на линии Мрамор — Юг — Богдановац, захватив большое количество трофейного оружия и припасов.
В ходе Косовской операции дивизия действовала на правом крыле, участвовала в боях на линии Углярски-Крш — Кртиняк — Тачевац, с 23 по 28 октября вела бой за Байгору. 3 декабря 1944 года переведена под командование Главного штаба НОАЮ в Сербии, занималась уничтожением несдавшихся солдат албанского коллаборационистского движения «Балли Комбетар». С марта 1945 года в резерве Генерального штаба Югославской армии.